# 面白山高原駅
面白山高原駅（おもしろやまこうげんえき）は、山形県山形市大字山寺字面白山にある、東日本旅客鉄道（JR東日本）仙山線の駅である。
仙山トンネル（面白山トンネル）の山形県側出口に位置する。

## 歴史
- 1937年（昭和12年）11月10日：面白山仮乗降場として開業[2][3]。
- 1969年（昭和44年）10月1日：面白山臨時乗降場と変更される。
- 1987年（昭和62年）
  - 4月1日[注 1]：国鉄分割民営化により、東日本旅客鉄道の駅となる[3]。
  - 12月12日：待合室が完成[新聞 1]。同時に面白山高原の愛称が付けられる[新聞 1]。
- 1988年（昭和63年）3月13日：臨時駅から常設駅となり、面白山高原駅に改称[3]。この時点では営業キロが設定されておらず、運賃計算はこの先の営業キロ設定駅（奥新川駅もしくは山寺駅）までの営業キロを用いていた[4]。
- 1990年（平成2年）3月10日：営業キロを設定[3]。
- 2004年（平成16年）3月13日：快速がすべて停車[5]。
- 2012年（平成24年）3月17日：一部を除いて快速が通過。
- 2015年（平成27年）3月14日：利用客減少に伴い、全ての快速列車が通過[5]。普通列車のみの停車駅となる。
- 2022年（令和4年）
  - 1月8日：雪対策のため、一部の普通列車が冬季間に当駅と奥新川駅の通過を開始[報道 1]。2月28日までの間、下り初電が通過[報道 1]。
  - 12月10日：2023年（令和5年）3月17日までの間、普通列車のうち下り初電と、夜間の上下4往復が当駅通過となる[報道 2]。
- 2023年（令和5年）
  - 3月18日：早朝と深夜の上下5本が通年当駅通過[報道 3]。
  - 12月9日：2024年（令和6年）3月15日までの間、通年通過となる普通列車以外の一部列車が当駅通過となる[報道 4]。
- 2024年（令和6年）10月1日：えきねっとQチケのサービスを開始[1][報道 5]。

## 駅構造
単式ホーム1面1線を有する地上駅である。山形駅管理の無人駅である。
かつては列車により後半部をトンネル内に残したまま停車することもあったが、現在は6両編成に対応できるようホームが延長されており、この問題は解消されている。
駅舎はないが、正八角形の木造平屋建ての待合室が設置されている。

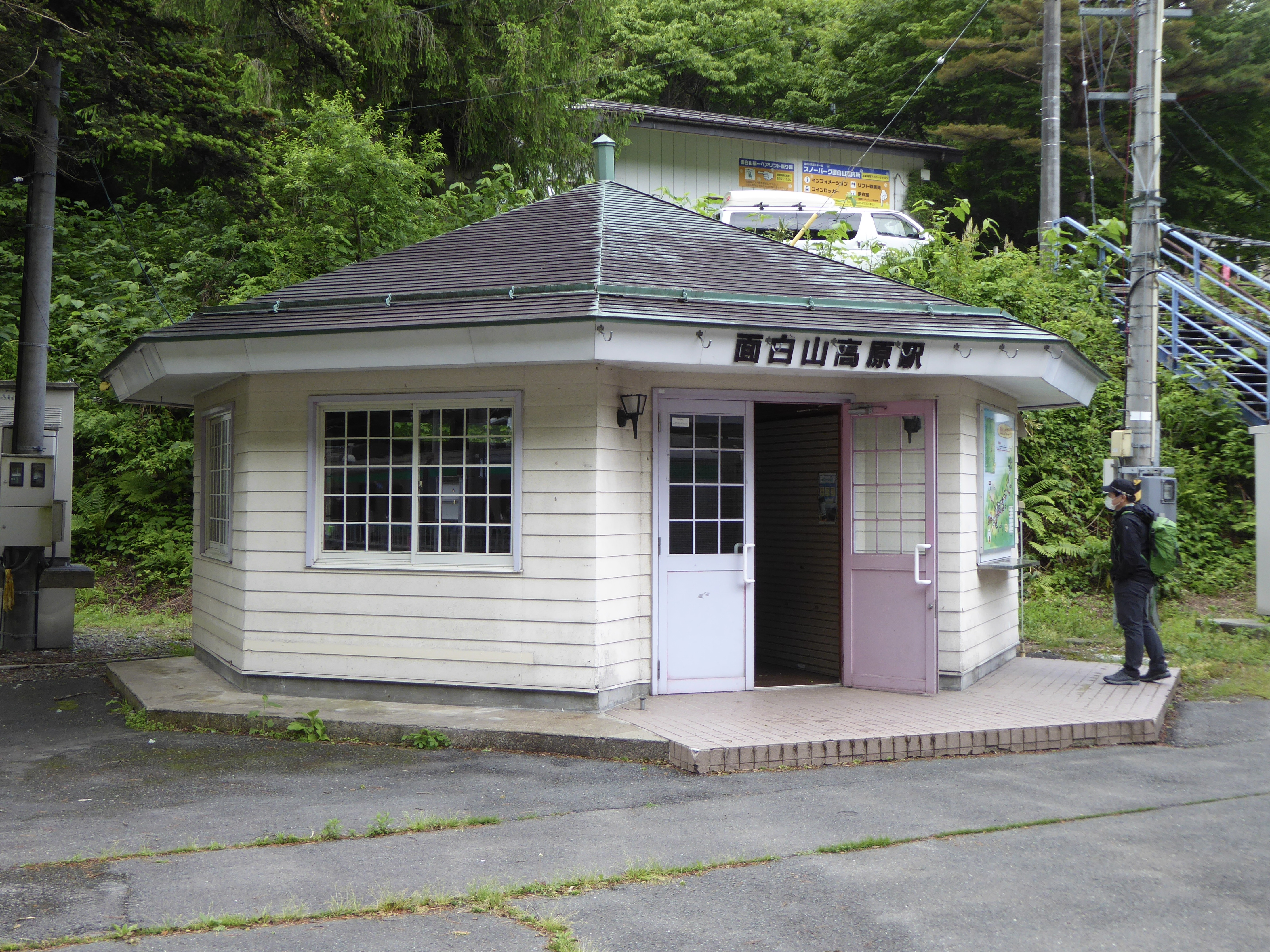
待合室外観（2022年6月）
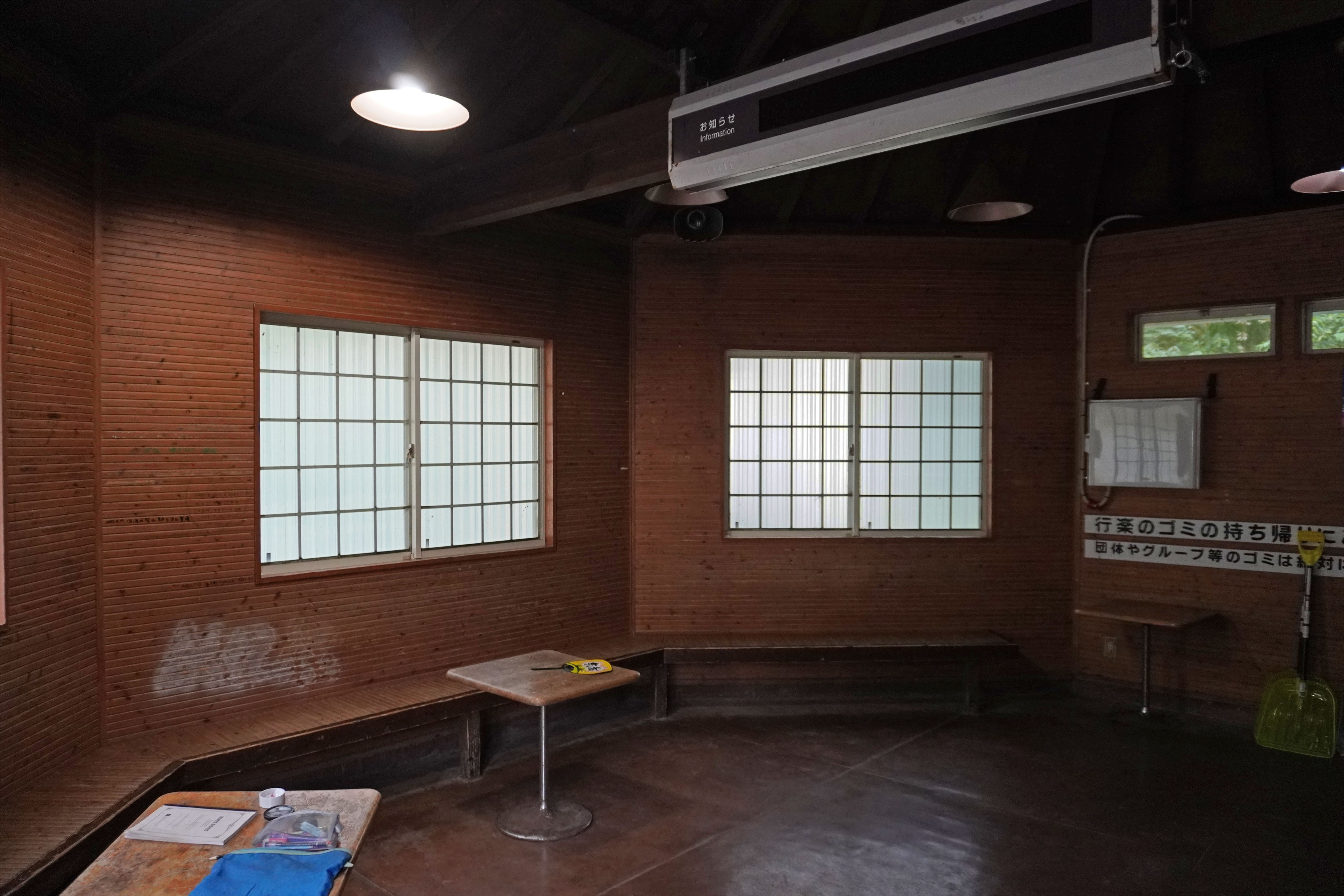
待合室内（2023年9月）

## 利用状況
「山形県の鉄道輸送」によると、2000年度（平成12年度）- 2004年度（平成16年度）の1日平均乗車人員の推移は以下のとおりであった。
| 乗車人員推移       | 乗車人員推移     | 乗車人員推移 |
| 年度               | 1日平均 乗車人員 | 出典         |
| ------------------ | ---------------- | ------------ |
| 2000年（平成12年） | 79               | [ 6 ]        |
| 2001年（平成13年） | 76               | [ 6 ]        |
| 2002年（平成14年） | 58               | [ 6 ]        |
| 2003年（平成15年） | 58               | [ 6 ]        |
| 2004年（平成16年） | 56               | [ 6 ]        |

## 駅周辺
- 面白山高原
- スノーパーク面白山 - 2009年（平成21年）シーズンより営業休止中。
- 面白山コスモスベルグ[2] - 上記のゲレンデを利用したコスモス園。
- 紅葉川渓谷
  - 藤花の滝 - 駅のホームとは反対側にあり、車窓からも眺めることができる。
  - トレッキングコース（11月中旬から4月中旬まで閉鎖）

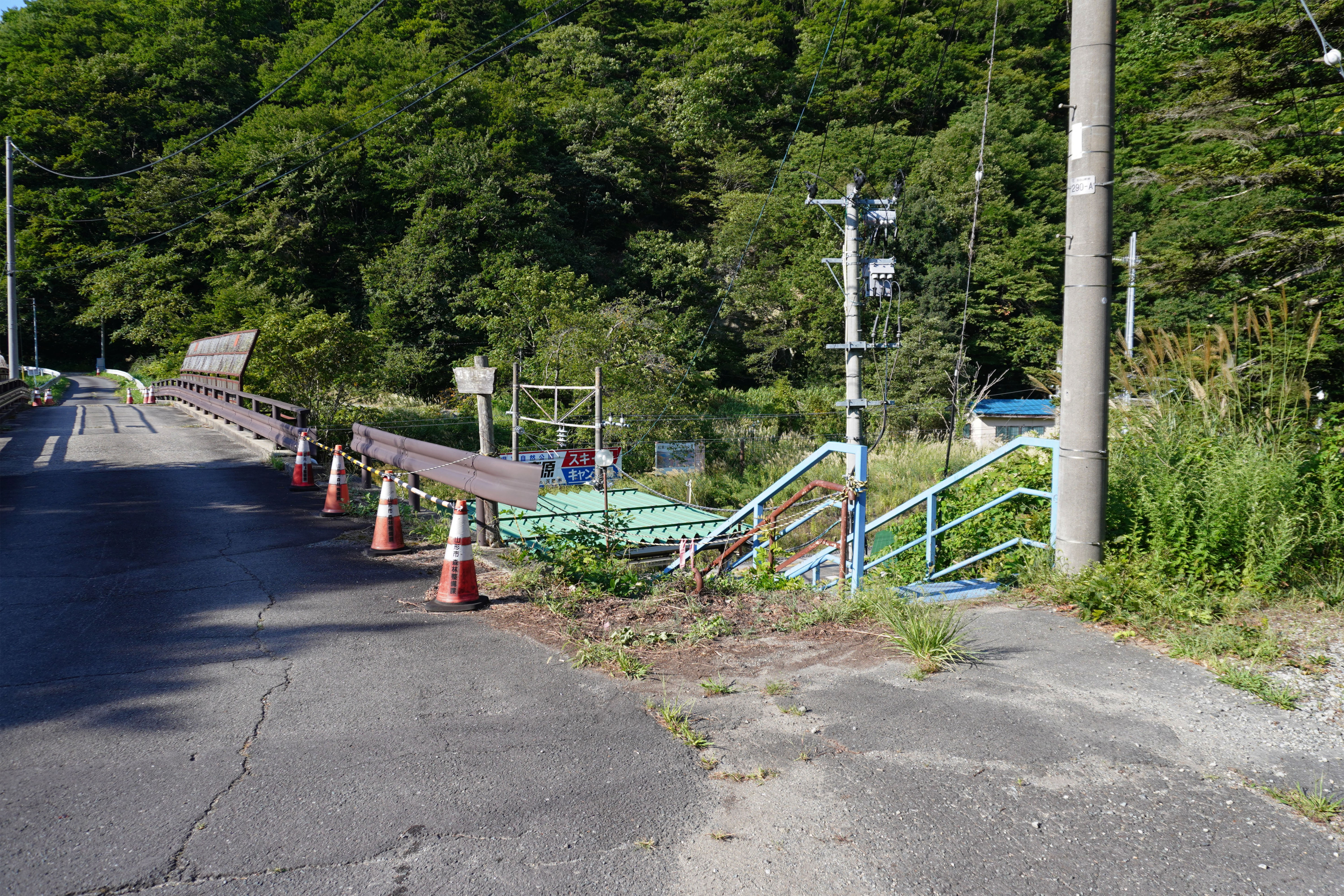
駅前と駅出入口（2023年9月）
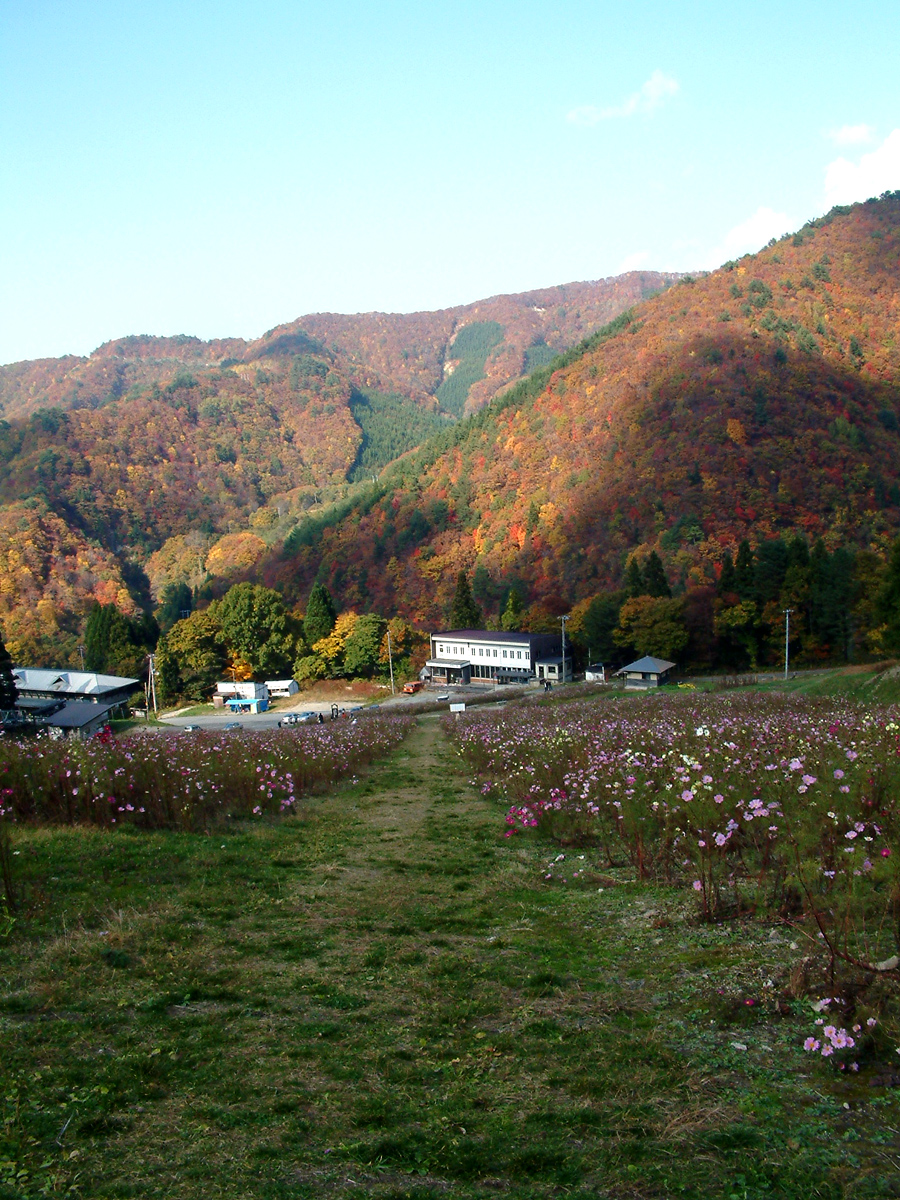
コスモスベルグ（2005年11月）
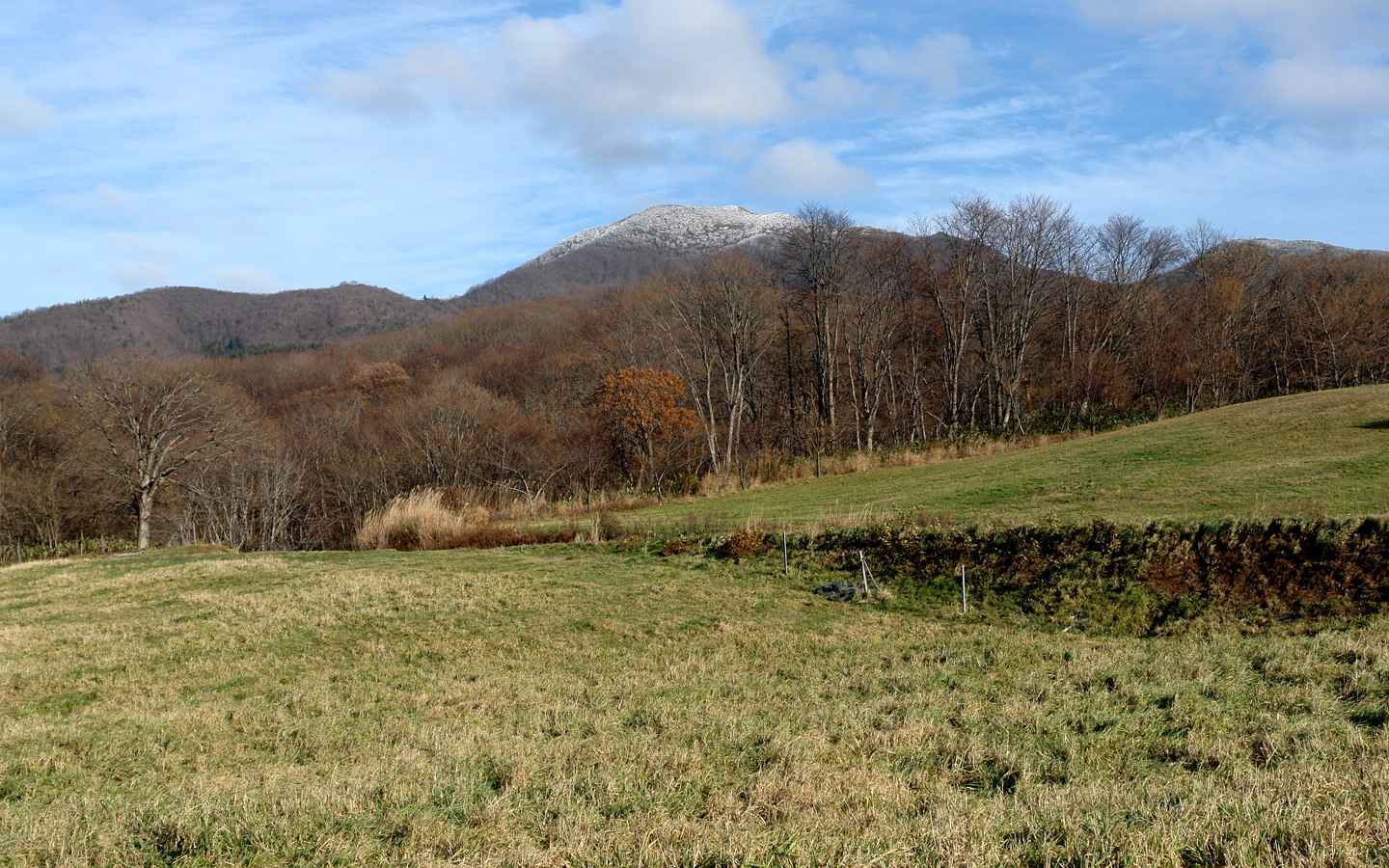
面白山（2006年11月）

## 隣の駅
東日本旅客鉄道（JR東日本）
■仙山線
□快速
通過
■普通（一部列車は当駅通過）
奥新川駅 - （面白山信号場） - 面白山高原駅 - 山寺駅